# ابراهیما کونته (بازیکن فوتبال، زاده ۱۹۹۶)
ابراهیما کونته (انگلیسی: Ibrahima Conté؛ زادهٔ ۳ آوریل ۱۹۹۶) بازیکن فوتبال اهل گینه است.
از باشگاه‌هایی که در آن بازی کرده است می‌توان به باشگاه فوتبال لوریان و باشگاه فوتبال یوتی‌ای آراد اشاره کرد.
وی همچنین در تیم ملی فوتبال گینه بازی کرده است.